# Енрике Гуајта
Енрике Гуајта (Лукас Гонзалес 11. јул 1910 — Баија Бланка, 18. мај 1959), био је италијанско- аргентински фудбалер који је играо за Аргентину и за Италију као нападач. Освојио је Светски куп 1934. са Италијом.
Већину фудбалске каријере играо је у Аргентини са Естудијантесом и Расингом, али је играо и у Италији са Ромом.